# Year-to-date
Year-to-date (YTD) bezeichnet im Bereich der Finanzwirtschaft den Zeitraum seit Beginn des Jahres bis zum aktuellen Zeitpunkt. Ein Geschäftsjahr beginnt in der Regel am 1. Januar, wohingegen der Beginn eines Fiskaljahres je nach Geschäft oder Organisation variieren kann. YTD kann in vielen Zusammenhängen verwendet werden, hauptsächlich jedoch um Ergebnisse einer Aktivität in einer Zeit zwischen einem Datum und dem Beginn des Geschäfts- oder Fiskaljahres abzubilden.
Im finanzwirtschaftlichen Kontext wird YTD genutzt, um den Erfolg oder die Performance einer Geschäftseinheit im Jahresabschluss darzustellen. Durch die Darstellung des aktuellen YTD sind Eigentümer, Manager und Stakeholder in der Lage, die aktuelle Performance des Unternehmens mit der aus vorhergehenden Perioden zu vergleichen.
Beispiel
Der YTD-Kurs einer Aktie beträgt 7 %. Das heißt, dass der Aktienkurs seit 1. Januar bis dato um 7 % gestiegen ist.

## Month-to-date und Quarter-to-date
Entsprechend Year-to-date werden auch Month-to-date (MTD) und Quarter-to-date (QTD) verwendet. Es handelt sich um den Zeitraum seit Beginn des laufenden Monats/Quartals bis zum aktuellen Zeitpunkt.

## Year-over-year (YOY), Year-to-Year
Als Jahresvergleich (Year-over-year (YOY), Year-to-Year) wird der Vergleich eines für ein bestimmtes Jahr ermittelten Wertes mit dem entsprechenden Wert eines oder mehrerer Vorjahre bezeichnet.